# Blasco Núñez de Vela

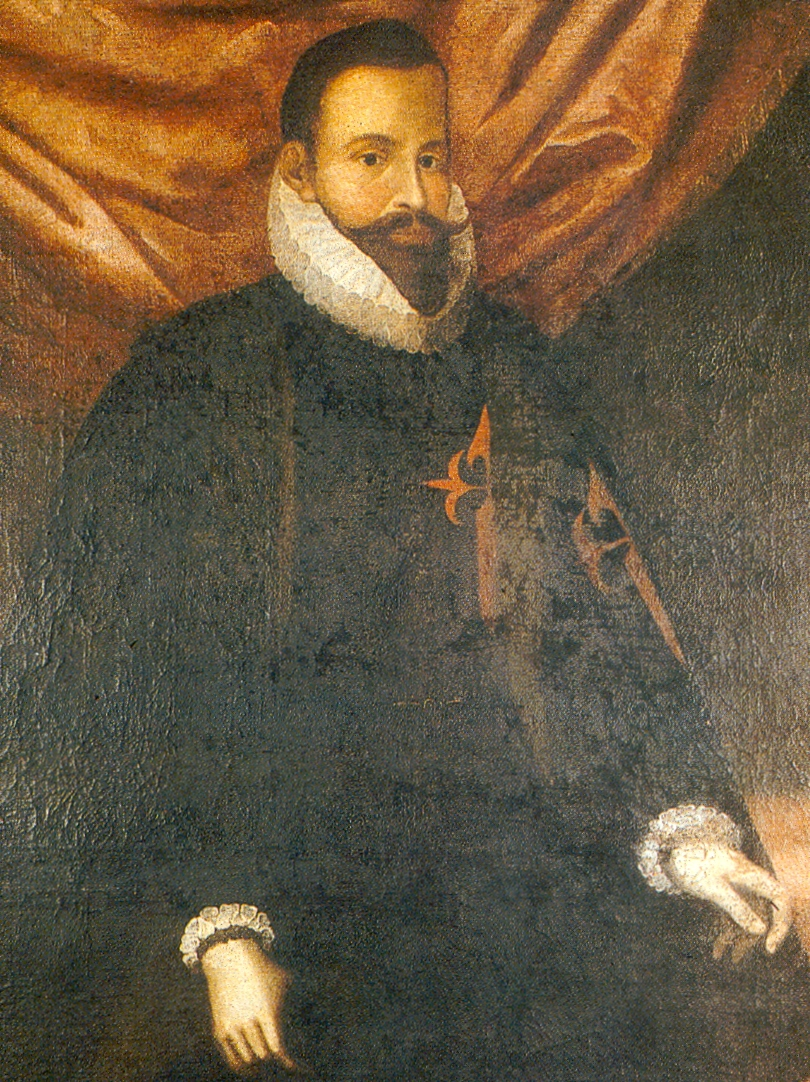
Blasco Núñez de Vela

Blasco Núñez de Vela oder Blasco Núñez Vela (* 1490 in Ávila, Spanien; † 18. Januar 1546 bei Quito, Ecuador) war der erste Vizekönig des Vizekönigreichs Peru (1542–1546). 

## Leben
1542 wurde Blasco Núñez de Vela von König Karl V. von Spanien zum Vizekönig von Peru ernannt, er sollte nach der Phase der Konquistadoren eine handlungsfähige spanische Administration installieren. Núñez de Vela wird als ziemlich eingebildet, egoistisch, paranoid und anmaßend geschildert, er wollte die gesamte Macht in der Kolonie für sich haben. Am 17. Mai 1544 erreichte er Lima und löste den bisherigen provisorischen Gouverneur Cristóbal Vaca de Castro ab, den er sogleich wegen Vorwürfen, Sympathie für die Rebellion Gonzalo Pizarros gehabt zu haben, in Callao verhaften ließ.
Blasco Núñez de Vela wollte die Leyes Nuevas („Neuen Gesetze“) von 1542 kompromisslos durchsetzen. Die „Neuen Gesetze“ wurden von den Konquistadoren abgelehnt und bekämpft, da sie die Macht, die die Konquistadoren als encomenderos über die indianische Bevölkerung hatten, einschränkten und alle Rechte am Land auf die spanische Krone übertrugen. Beim Aufstand der Encomenderos führte Gonzalo Pizarro, der Bruder von Francisco Pizarro, schließlich etwa 700 von ihnen in die Schlacht von Iñaquito (bei Quito).
In dieser Schlacht, die Blasco Núñez de Vela den Tod brachte, unterlagen die zahlenmäßig schwächeren Verteidiger. Dem Toten wurde der Kopf abgeschlagen und dieser aufgespießt durch die Straßen getragen.